# Евгенидис, Джеффри
Дже́ффри Кент Евгени́дис (англ. Jeffrey Kent Eugenides, ˈdʒɛfɹɪ jʊˈdʒɛnɪdəs, р. 1960) — американский писатель, лауреат Пулитцеровской премии за роман «Средний пол».

## Биография
Джеффри Евгенидис родился 13 апреля 1960 года в Детройте, штат Мичиган, США в богатой семье греко-ирландского происхождения и вырос в привилегированном жилом пригороде Гросс-Пойнт. 
В 1983 году получил степень бакалавра в Университете Брауна и степень магистра в области литературы в Стэнфордском университете.
Жил в Берлине с 1999 по 2004 год, потом переехал в Принстон, штат Нью-Джерси. 
С 1995 года женат на художнице Карен Ямаути, есть дочь.

## Произведения
Публиковал короткие рассказы в The New Yorker, The Paris Review и Granta. Его первый роман «Девственницы-самоубийцы» был опубликован в 1993 году и сразу же получил признание критиков. Роман был экранизирован Софией Копполой в 1999 году. 
Второй роман, «Средний пол», выпущенный в 2002 году, получил Пулитцеровскую премию в 2003 году. В 2011 году вышел третий роман - «Брачный заговор».

### Романы
- Девственницы-самоубийцы / The Virgin Suicides (1993, рус. изд. 2003)
- Средний пол / Middlesex (2002, рус. изд. 2003)
- А порою очень грустны / The Marriage Plot (2011, рус. изд. 2012)

### Рассказы
- Воздушная почта / Air Mail (Best American Short Stories, Proulx ed., Houghton Mifflin, 1997)
- Скорость спермы / The Speed of Sperm (Granta, 1997)
- Тайм-шер / Timeshare (The Pushcart Prize XXIII, Henderson ed., Pushcart, 1999)
- Вымёточная машина / Baster (Wonderful Town, Remnick ed., Random House, 2000)
- Античные мифы / Ancient Myths (The Spatial Uncanny, James Casebere, Sean Kelly Gallery, 2001)
- Ранняя музыка / Early Music (The New Yorker, 10 октября 2005, стр. 72-79)